# Port lotniczy Mota Lava
Port lotniczy Mota Lava (IATA: MTV, ICAO: NVSA) – port lotniczy położony na wyspie Mota Lava (Vanuatu).